# عزيزي مات روز
عزيزي مات روز (بالملايوية: Azizi Matt Rose)‏ هو لاعب كرة قدم ماليزي في مركز الدفاع، ولد في 6 نوفمبر 1981 في كانجار في ماليزيا. شارك مع منتخب ماليزيا لكرة القدم. أما مع النوادي، فقد لعب مع نادي جوهر دار التعظيم ونادي كلنتن.

## وصلات خارجية
- عزيزي مات روز على موقع قاعدة بيانات كرة القدم.إي يو (الإنجليزية)
- عزيزي مات روز على موقع ناشيونال فوتبول تيمز (الإنجليزية)
- عزيزي مات روز على موقع Soccerway.com (الإنجليزية)